# Michal Smejkal
Michal Smejkal (* 21. února 1986 v Plzni) je bývalý český fotbalový obránce naposledy působící v klubu FK Dukla Praha. Profesionální fotbalovou kariéru ukončil v červnu 2017 ve věku 31 let, poté se začal věnovat podnikání.
Mimo Česko působil na klubové úrovni v Kazachstánu v týmu Okžetpes FK. V nejvyšší české lize odehrál 165 zápasů a vstřelil 10 gólů. Nastupoval i v českých mládežnických reprezentacích do 19 a 21 let.

## Klubová kariéra
Plzeňský odchovanec Michal Smejkal se zařadil do prvního týmu Plzně v zimě 2005. V lednu 2007 odešel hostovat do Blšan, ale ještě v létě téhož roku se vrátil zpět do západočeského klubu. Poté přestoupil do Teplic. V červenci 2012 podepsal smlouvu s Mladou Boleslaví.
26. července 2012 v odvetném utkání 2. předkola Evropské ligy proti domácímu islandskému celku Thór Akureyri se srazil v 80. minutě s vlastním brankářem Janem Šedou a musel být vystřídán. Mladá Boleslav přesto zvítězila na Islandu 1:0, předtím doma 3:0 a postoupila do 3. předkola, kde byla po shodných prohrách 0:2 a 0:2 vyřazena nizozemským mužstvem FC Twente. Vyšetření odhalilo u Smejkala vážnější zranění po srážce - poškozené menisky, přetržený přední zkřížený vaz, pohmožděnou lýtkovou kost a naštípnutou zadní část holenní kosti.
V únoru 2014 odešel z Mladé Boleslavi do SK Slavia Praha na půlroční hostování, přičemž opačným směrem šel Štěpán Koreš. Ve svém prvním soutěžním zápase za Slavii 22. února 2014 v ligovém střetnutí proti SK Sigma Olomouc šel na hřiště ve druhém poločase za stavu 0:4, utkání skončilo debaklem 1:5. Poprvé se v „sešívaném“ dresu gólově prosadil ve svém druhém ligovém zápase 28. února 2014 proti FK Dukla Praha, v němž vstřelil úvodní gól (Slavia vyhrála 2:1). Po sezoně 2013/14 se vrátil z hostování do Mladé Boleslavi.
S Boleslaví se představil ve 2. předkole Evropské ligy UEFA 2014/15 proti bosenskému týmu NK Široki Brijeg.
V březnu 2015 odešel hostovat do kazašského klubu Okžetpes FK, v zimním přestupovém období sezony 2015/16 se vrátil do Mladé Boleslavi. Poté přestoupil do mužstva FK Dukla Praha, kde podepsal kontrakt do léta 2017. Po skončení smlouvy se rozhodl ukončit profesionální hráčskou kariéru.

## Reprezentační kariéra
Michal Smejkal reprezentoval Českou republiku v mládežnických kategoriích do 19 a 21 let.
V reprezentačním výběru do 21 let debutoval 8. září 2007 v kvalifikačním utkání proti domácí Arménii (1:1). Ve svém druhém zápase 11. září 2007 vstřelil rovněž v kvalifikačním utkání hattrick Lichtenštejnsku, zápas skončil jasnou výhrou českého týmu 8:0.

### Reprezentační góly
| Gól | Datum        | Stadion                | Soupeř          | Skóre (min.) | Výsledek | Soutěž                      |
| --- | ------------ | ---------------------- | --------------- | ------------ | -------- | --------------------------- |
| 010 | 011. 9. 2007 | Horní Počernice, Praha | Lichtenštejnsko | 03:00 (40.)  | 8:0      | kvalifikace na ME „21“ 2009 |
| 02  | 011. 9. 2007 | Horní Počernice, Praha | Lichtenštejnsko | 04:00 (45.)  | 8:0      | kvalifikace na ME „21“ 2009 |
| 03  | 011. 9. 2007 | Horní Počernice, Praha | Lichtenštejnsko | 07:00 (70.)  | 8:0      | kvalifikace na ME „21“ 2009 |
| 04  | 14. 10. 2007 | Esche, Lichtenštejnsko | Lichtenštejnsko | 00:30 (67.)  | 0:4      | kvalifikace na ME „21“ 2009 |

| Rok    | Zápasy | Góly |
| ------ | ------ | ---- |
| 2007   | 5      | 4    |
| Celkem | 5      | 4    |